# 이탈리아령 리비아
이탈리아령 리비아(이탈리아어: Libia Italiana; 아랍어: ليبيا الإيطالية Libiya Al-Italiyyah)는 이탈리아령 북아프리카의 통합된 식민지였으며 현재의 리비아는 1934년에 설립된 리비아를 말하는 것이다. 이탈리아령 리비아는 이탈리아-튀르크 전쟁 이후에 키레나이카와 트리폴리에서 형성되었다.

## 역사

### 정복
이탈리아-튀르크 전쟁에서 이탈리아가 오스만령 트리폴리타니아를 정복했다. 정복 초기에는 이탈리아가 리비아에 대한 정복 전쟁을 수행했다. 오스만 제국은 1912년 로잔 조약에서 항복과 함께 리비아의 통제를 포기했지만 이탈리아에 대한 치열한 저항은 이슬람(수니파), 민족주의 그룹, 정치권에서 지속되었다. 이 무리는 오마르 무크타르의 지휘하에서 키레나이카의 제벨 악다르 산맥을 중심으로 이탈리아령 리비아의 저항운동을 지도했다.
피에트로 바돌리오와 로돌포 그라치아니가 지휘하는 이탈리아군은 그들을 제압하기 위한 캠페인을 벌였고 이는 곧 잔인한 징벌적 행위로 바뀌었다. 저항군의 지도자의 끝은 확실하지 않으나 '처형당했다'와 '망명해서 탈출했다' 두 가지 설이 있다. 10만명이 넘는 키레나이카 사람들은 저항군이 제압된 이후 이탈리아 수용소에 강제 이주되었고, 20년 후에는 이탈리아의 완전한 지배 하에 들어갔다 1930년대에는 리비아를 향한 이탈리아의 파시즘정책이 변화하기 시작하였고 키레나이카와 트리폴리, 페잔 모두 이탈리아령 리비아에 병합되었다.

### 영토 합의
식민지는 영국과의 조약에 따라 이집트와 수단 지역에 영토의 상황이 변화됨으로써 확장되었다. 1919년에 파리 평화 회의에서 이탈리아는 독일에게서 아무것도 받지 못하였으나, 영국은 이탈리아에게 주발란드를 주었고 프랑스는 이탈리아령 리비아 아래의 지역을 제공하기로 했다.
1920년대에 장기간 토론을 결과, 무솔리니-라발 합의를 하였으나 효과는 1935년까지였다.
그리고 1931년에는 엘 테그와 알 자우프가 이탈리아에 의해 점령되었다. 1919년에 이집트는 쿠프라 지구를 이탈리아령 리비아에 양도하였으나 이탈리아의 완전한 통제 하에 있던 때는 1930년대 초반밖에 안 됐다. 1931년에 키레나이카에서의 캠페인 기간 동안 로돌포 장군은 쿠프라 지구를 전략적 지역으로 간주, 20기의 폭격기와 보병 및 포병 3000명을 데려가 손쉽게 정복하였다.
사하라 지역은 1934년에 이탈리아 삼각형의 한 부분으로써 1934년에 이탈리아에 인계되었고, 베니토 무솔리니의 계획에 진전을 이뤘다. 이 시간 동안, 이탈리아군은 1930년대 중반에 엘 태그에 1차 세계대전형식의 요새를 건설했다.우웨이낫 산의 가장 높은 지점은 이탈리아 고원의 상단에 있다. 그것은 랠프 앨저 배그널드와 마르케세에 의해 1930년대에 건립되었다.

## 식민지 정착민
많은 이탈리아 사람은 파시스트시대에 리비아 해안지역으로 이동했다. 1939년 리비아 해안지방의 합병으로 그 지역은 이탈리아 수도권의 일부가 되었다. 1940년에 그곳 인구는 약 11만으로써 리비아 전체인구의 12%가 되었다.그들은 지중해 연안의 트리폴리와 벵가지의 큰 발전을 즐겼다. 1938년에 주지사 이탈로 발보는 2만명의 이탈리아 농민을 리비아에 데려가 27개의 새로운 마을을 만들었다.

## 같이 보기
- 이탈리아-튀르크 전쟁